# De Zonnegloed
De Zonnegloed is een opvangcentrum voor wilde dieren in nood in Oostvleteren, West-Vlaanderen. Het 'wild animal sanctuary' werd opgericht door Karel Ackaert samen met zijn vrouw Lieve en kinderen in 2011.
Het park werd in 2016 opgenomen als officieel lid van EARS (European Alliance for Rescue Centres and Sanctuaries). Dit is het Europees netwerk dat centra ondersteunt en vertegenwoordigt, die zich inzetten en bezighouden met opvang en redding van dieren. Haar populatie aan exotische dieren is hoofdzakelijk opgebouwd met dieren uit diverse opvangcentra zoals het Natuurhulpcentrum Opglabbeek, VOC's, stichting AAP en andere erkende opvangcentra. Alle dieren in dit dierenpark zijn mishandelde, ongewenste of in beslag genomen dieren. De bekendste bewoner van De Zonnegloed is de bruine beer Berros, die geadopteerd werd door Roos Van Acker. Vzw de Zonnegloed krijgt geen subsidies en is volledig afhankelijk van bezoekers en donaties.

## Afkomst van de dieren
- Circusdieren, bv. groene baviaan
- Overschotdieren uit andere dierentuinen, bv. watutsirunderen uit Planckendael
- Dieren uit dierentuinen die gesloten worden, bv. zwartoorpenseelapen en witoorpenseelapen uit Dierenpark Wissel, maar ook withandgibbons uit Parc Zoologique Val d’Hérault
- Dieren uit illegale handel en kweek, bv. zilvervossen en woestijnvossen
- In beslag genomen bij particulieren, bv. gestreepte stinkdieren en wasberen
- Dieren die voor de overname van de kinderboerderij er reeds leefden, bv. tamme ratten

## Dierencollectie

### Zoogdieren

#### Roofdieren
- Aziatische kleinklauwotter
- Bruine beer
- Euraziatische lynx
- Gestreept stinkdier
- Poema
- Poolvos
- Rode neusbeer
- Rolstaartbeer

- Serval
- Steppevos
- Stokstaart
- Wasbeer
- Woestijnvos
- Wolf
- Zilvervos

#### Evenhoevigen
- Algazelle
- Alpaca
- Amerikaanse bizon
- Chinese muntjak
- Dwerggeit
- Indische antilope
- Kameel
- Kameroenschaap

- Lama
- Manenschaap
- Ouessantschaap
- Racka schaap
- Schotse Hooglander
- Waterbuffel
- Watussirund
- Zeboe

#### Onevenhoevigen
- Amiatina ezel
- Kruisezel
- Pony
- Steppezebra

#### Knaagdieren en buideldieren
- Amerikaanse rode eekhoorn
- Bennetwallaby
- Boeroendoek
- Capibara
- Degoe
- Gewoon stekelvarken
- Grijze eekhoorn
- Grijze reuzenkangoeroe
- Japanse eekhoorn

- Kleine bamboerat
- Kleine woestijnspringmuis
- Mara
- Mongoolse renmuis
- Prevosts klapperrat
- Rode reuzenkangoeroe
- Suikereekhoorn
- Zwartstaartprairiehond

#### Primaten
- Baardaap
- Berberaap
- Bruine kapucijnaap
- Bruine maki
- Dwergzijdeaapje
- Groene baviaan

- Pinchéaapje
- Ringstaartmaki
- Roodhandtamarin
- Withandgibbon
- Witoorpenseelaapje
- Zwartoorpenseelaapje

### Vogels

#### Papegaaiachtige / parkietachtige
- Blauwgele ara
- Geelwangamazone
- Grijze roodstaartpapegaai
- Groenvleugelara
- Kleine geelkuifkaketoe
- Oranjevleugelamazone
- Roze kaketoe

- Blauwvleugelparkiet
- Fischers agapornis
- Alexanderparkiet
- Grasparkiet
- Halsbandparkiet
- Valkparkiet

#### Uilen
- Afrikaanse oehoe
- Amerikaanse oehoe
- Europese oehoe
- Boeboekuil
- Kerkuil
- Noordelijke witwangdwergooruil

- Roodpootbosuil
- Siberische oehoe
- Sneeuwuil
- Verreaux' oehoe

#### Kraanvogelachtigen
- Canadese kraanvogel
- Grijze kroonkraan
- Witnekkraanvogel

#### Struisvogelachtigen
- Emoe
- Nandoe

#### Hoendervogels
- Blauwe pauw
- Brahmakip
- Helmparelhoen
- Kalkoen van Ronquieres

#### Watervogels
- Heilige ibis

### Reptielen, amfibieën, spinnen en insecten

#### Hagedissen & varanen
- Baardagaam
- Berberskink
- Groene leguaan
- Luipaardgekko
- Wimpergekko
- Zwart witte Argentijnse teju

#### Schildpadden
- Afrikaanse sporenschildpad
- Geelbuikwaterschildpad
- Geelwangschildpad
- Griekse landschildpad
- Kolenbranderschildpad
- Moorse landschildpad

#### Slangen
- Boa constrictor
- Dumerils Madagaskar-boa
- Koningspython
- Melkslang
- Ruitpython
- Stierslang
- Tijgerpython

#### Spinnen
- Chilobrachys sp electric blue
- Krulhaarvogelspin
- Lasiodora parahybana
- Mexicaanse roodknievogelspin
- Vietnamese tijgervogelspin

#### Weekdier
- Grote agaatslak

#### Insecten
- Argentijnse kakkerlak
- Woudnimf

#### Amfibieën
- Moskikker